# Modlany
Modlany é uma comuna checa localizada na região de Ústí nad Labem, distrito de Teplice.

## Geografia
Modlany fica cerca de 4 quilômetros a leste de Teplice e 9 km a oeste de Ústí nad Labem. A parte norte do município, com o vilarejo de Modlany, fica na Bacia de Most, e a parte sul, com o restante dos vilarejos, fica nos Planaltos Centrais da Boêmia. O ponto mais alto fica 324 m  acima do nível do mar. O riacho Modlanský potok flui através da parte norte do município. Os reservatórios de Modlany e Kateřina, ambos parcialmente localizados no território municipal, são construídos sobre o riacho.